# Nguyễn Văn Duệ
Nguyễn Văn Duệ (chữ Hán: 阮文睿 hay 阮文裔): một tướng lĩnh cao cấp của phong trào Tây Sơn trong lịch sử Việt Nam.

## Hành trạng
Nguyễn Văn Duệ là một đại tướng tâm phúc của Thái Đức Hoàng Đế Nguyễn Văn Nhạc. Ông tham gia nhiều chiến dịch lớn của Tây Sơn.
Năm 1777, Khi Nguyễn Văn Nhạc đem quân ra đánh dinh Quảng Nam đang thuộc chúa Nguyễn, ông là tỳ tướng. Sau khi chiếm được Quảng Nam, Nguyễn Văn Duệ được giao giữ Quảng Nam cùng Nguyễn Văn Xuân.
Năm 1785, Khi Nguyễn Văn Huệ đem binh đánh quân Trịnh ở Phú Xuân, ông là thuộc tướng dưới quyền. Sau khi hạ Phú Xuân, Nguyễn Hữu Chỉnh dâng kế lấy Bắc Hà, ông lãnh một đạo quân tiến ra bắc.
Sau khi Nguyễn Văn Nhạc ra bắc triệu hồi đại quân Tây Sơn, Nguyễn Văn Duệ được Nguyễn Văn Nhạc giao giữ trấn Nghệ An, chức Đại Đô đốc, phụ giúp cho ông có Hoàng Tường Đức, một hàng tướng Nam triều và Nguyễn Linh, một viên tướng của Nguyễn Văn Huệ.
Nguyễn Hữu Chỉnh có ý ly khai Tây Sơn, tự lập ở Bắc Hà. Lúc này anh em Tây Sơn, Nguyễn Văn Nhạc và Nguyễn Văn Huệ đánh lẫn nhau. Nguyễn Văn Duệ sợ bị thanh trừng toan liên kết với Nguyễn Hữu Chỉnh chống lại Nguyễn Văn Huệ. Tuy nhiên cả hai tướng Vũ Văn Nhậm và Vũ Văn Dũng đều theo về phe Nguyễn Văn Huệ.
Nguyễn Văn Duệ rút quân theo đường thượng đạo để về Quy Nhơn. Tướng Huỳnh Tường Đức theo ông, lập mưu đi trước để trốn về theo Nguyễn Phúc Ánh đang ở Xiêm La. Ông biết mưu, toan đuổi theo bắt nhưng không kịp. Tướng Nguyễn Lĩnh ở lại Sa Nam, đánh Nguyễn Đình Viện, một tướng của Nguyễn Hữu Chỉnh.
Năm 1787, Khi Nguyễn Văn Duệ về đến Quy Nhơn thì anh em Tây Sơn đã giảng hòa. Ông đem quân ra đóng Quảng Ngãi, mưu chiếm Quảng Nam cho Nguyễn Văn Nhạc nhưng không thành. Cuối cùng ông bị quân của Nguyễn Văn Huệ bắt đem xử tử.
Sau này nhiều tướng của Thái Đức Hoàng Đế đều chống lại Tây Sơn của Cảnh Thịnh Hoàng Đế Nguyễn Quang Toản